# Guergana Kirilova
Guergana Kirilova –en búlgaro, Гергана Кирилова– (18 de junio de 1972) es una deportista búlgara que compitió en halterofilia.
Ganó cuatro medallas en el Campeonato Mundial de Halterofilia entre los años 1993 y 2002, y once medallas en el Campeonato Europeo de Halterofilia entre los años 1990 y 2005.
En junio de 2008 dio positivo por metandienona (un esteroide anabólico) junto con otros diez halterófilos búlgaros, y fue suspendida por cuatro años.

## Palmarés internacional
| Campeonato Mundial | Campeonato Mundial              | Campeonato Mundial | Campeonato Mundial |
| Año                | Lugar                           | Medalla            | Categoría          |
| ------------------ | ------------------------------- | ------------------ | ------------------ |
| 1993               | Melbourne (Australia)           | Medalla de plata   | 59 kg              |
| 1994               | Estambul (Turquía)              | Medalla de plata   | 59 kg              |
| 1995               | Cantón (China)                  | Medalla de plata   | 64 kg              |
| 2002               | Varsovia (Polonia)              | Medalla de bronce  | 63 kg              |
| Campeonato Europeo |                                 |                    |                    |
| Año                | Lugar                           | Medalla            | Categoría          |
| 1990               | Santa Cruz de Tenerife (España) | Medalla de plata   | 53 kg              |
| 1992               | Loures (Portugal)               | Medalla de oro     | 60 kg              |
| 1993               | Valencia (España)               | Medalla de oro     | 59 kg              |
| 1994               | Roma (Italia)                   | Medalla de oro     | 59 kg              |
| 1996               | Praga (República Checa)         | Medalla de oro     | 64 kg              |
| 1998               | Riesa (Alemania)                | Medalla de oro     | 63 kg              |
| 1999               | La Coruña (España)              | Medalla de bronce  | 63 kg              |
| 2002               | Antalya (Turquía)               | Medalla de bronce  | 63 kg              |
| 2003               | Lutraki (Grecia)                | Medalla de plata   | 63 kg              |
| 2004               | Kiev (Ucrania)                  | Medalla de oro     | 63 kg              |
| 2005               | Sofía (Bulgaria)                | Medalla de bronce  | 63 kg              |